# Charlie Joachim
Charles Henry Joachim, detto Charlie (Youngstown, 21 luglio 1920 – San Francisco, 17 marzo 2002), è stato un cestista e allenatore di pallacanestro statunitense, professionista nella NBL.

## Carriera
Giocò per due stagioni nella NBL, disputando complessivamente 48 partite con 8,7 punti di media.